# Satanoperca lilith
Satanoperca lilith är en fiskart som beskrevs av Kullander och Ferreira, 1988. Satanoperca lilith ingår i släktet Satanoperca och familjen Cichlidae. Inga underarter finns listade i Catalogue of Life.